# Puy (colina)

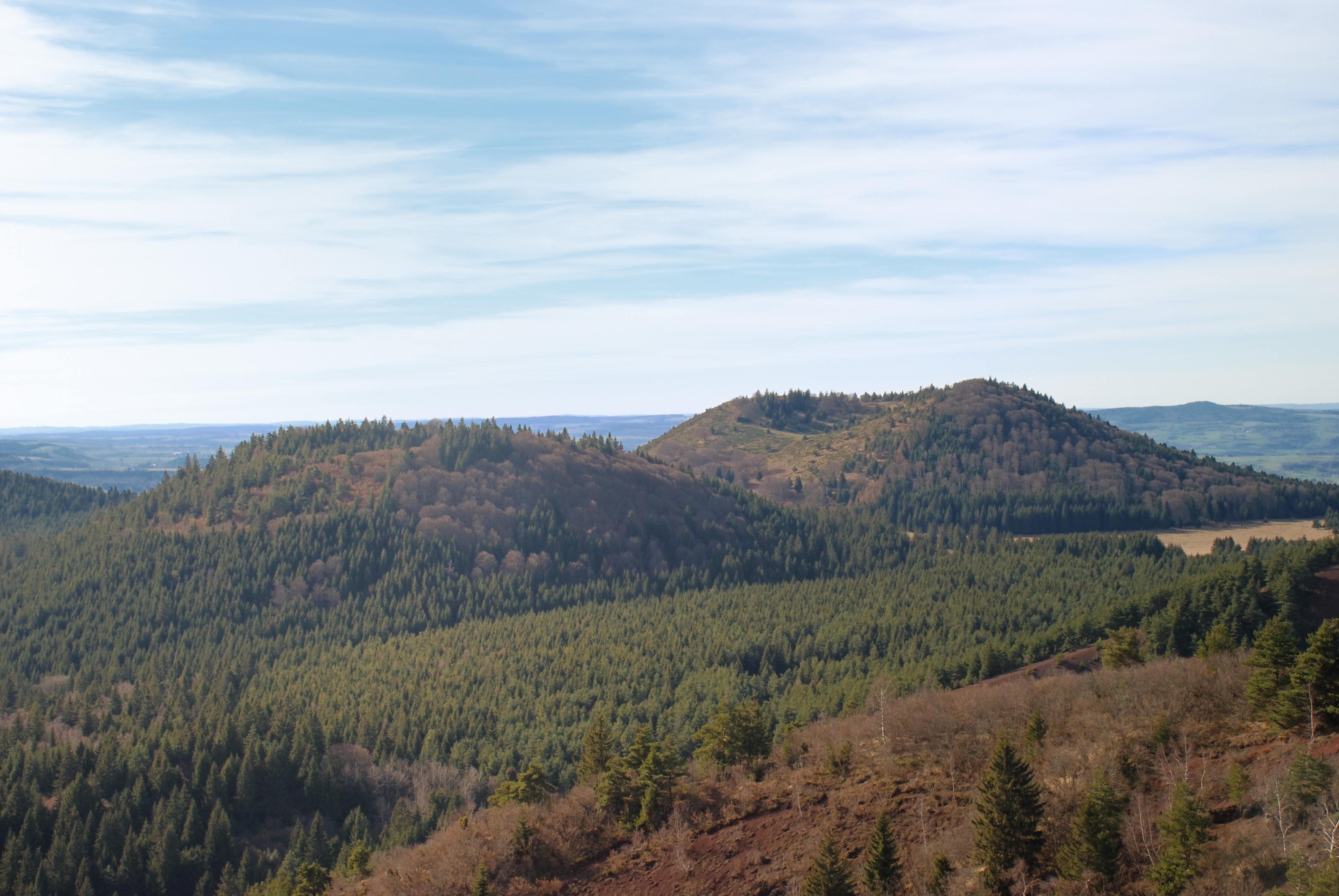
Puy de Montjuger y Puy de Pourcharet, Puy-de-Dôme, Francia.

Puy es un término geológico usado localmente en Auvernia, Francia para designar una colina volcánica. La palabra deriva del Idioma franco-provenzal puech, con el significado de colina aislada.
Otras colinas volcánicas parecidas a las de Auvernia son también conocidas por los geólogos como puys; ejemplos pueden encontrarse en Eifel (en Alemania y Bélgica) y en los pequeños conos de la bahía de Nápoles, mientras que restos de puys erosionados son numerosos en el Jura de Suabia de Württemberg, como ha señalado W. Branco. Sir A. Geikie ha demostrado que el tipo de puy como consecuencia de la erupción era común en el área británica durante el Carbonífero y el Pérmico, como se atestigua su abundancia en el centro de Escocia con restos de antiguos volcanes.

## Etimología
Del latín podium (loma, protuberancia).

## Equivalencias
La palabra francesa puy tiene diferentes equivalentes en occitano: poët (Le Poët, Le Poët-Laval, Le Poët-Sigillat...), puèi , puech, puèg, pioch o puòg (Collet du Puèi, Le Puech, Pech-Montat, Puech de Montgrand, Pueg Gerjant). En idioma catalán, se habla de puig (Puigmal, Puigcerdá, El Puig). También ha evolucionado a pueyo en castellano y puiu en euskera.
En general, la denominación de Puy puede referirse a:

### Puys volcánicos
- Puy de Dôme (Puy-de-Dôme).
- Puy Griou (Cantal).
- Puy de Sancy (Puy-de-Dôme).
- Puy Mary (Cantal).

### Puys no volcánicos
- Puy de Sarran (Corrèze).
- Puy Saint Georges (Tarn).
- Puy Pendu (Corrèze).
- Puy de Gaudy (Creuse).
- Puy Saint-Ambroise (Allier).

### Poblaciones con Puy
- Le Puy, comuna francesa situada en Doubs.
- Le Puy, comuna francesa situada en Gironda.
- Le Puy-en-Velay (Auvernia).
- Puy-d'Arnac (Corrèze).
- Puy-Guillaume (Puy-de-Dôme).
- Puy-Saint-Gulmier (Puy-de-Dôme).
- Puy-Sanières (Altos Alpes).
- Saint-Julien-Puy-Lavèze (Puy-de-Dôme)

### Otros
- Camino de Le Puy, via Podiensis.
- Distrito de Le Puy-en-Velay.
- Jean Puy, pintor fauvista francés.
- Le Puy du Fou, parque temático.
- María del Puy, actriz española.
- Virgen del Puy, patrona de Estella, Navarra.